# (31723) 1999 JT61
1999 JT61 (asteroide 31723) é um asteroide da cintura principal. Possui uma excentricidade de 0.28885190 e uma inclinação de 16.04249º.
Este asteroide foi descoberto no dia 10 de maio de 1999 por LINEAR em Socorro.